# Hukovice (Velká Kraš)

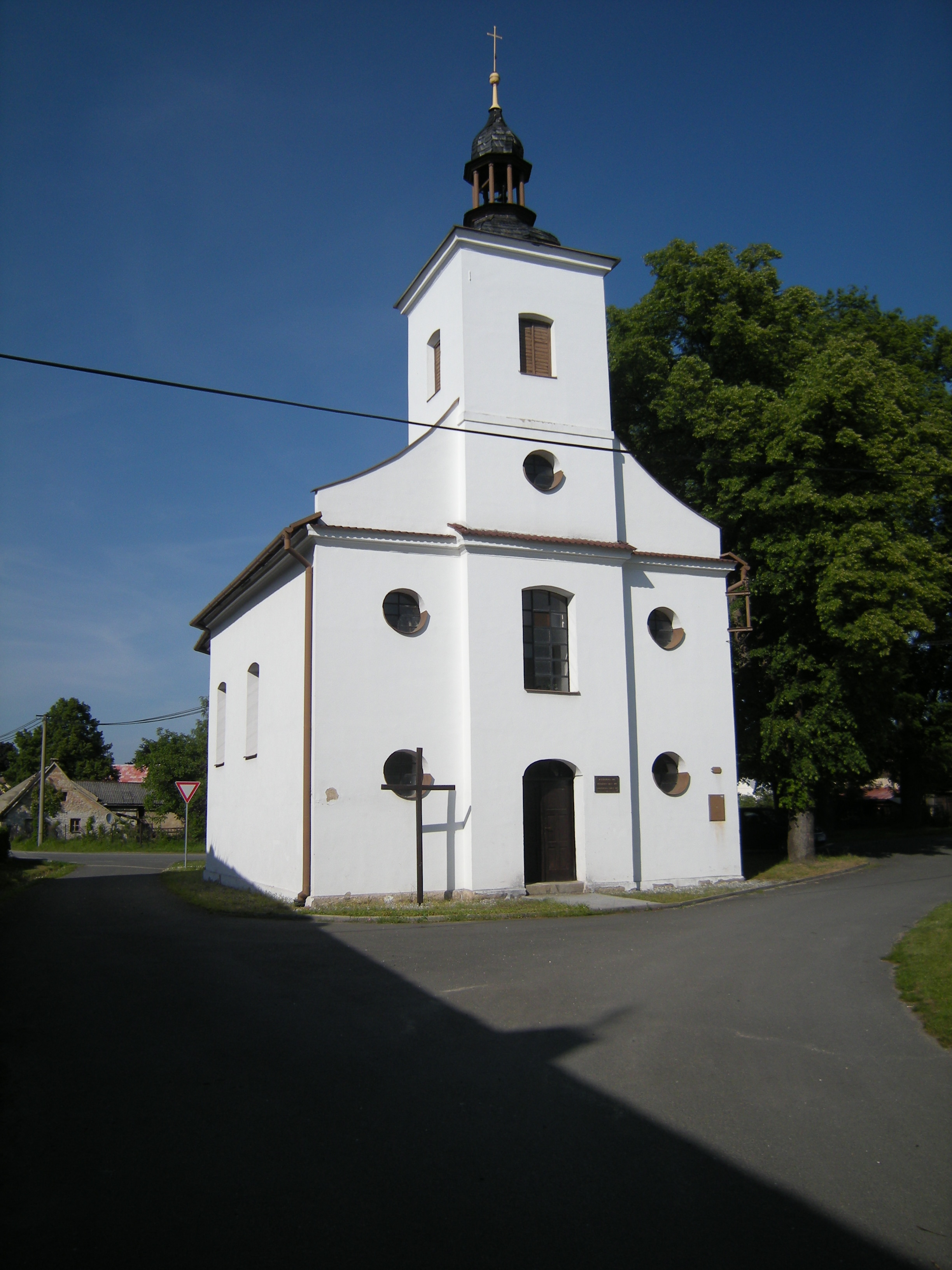
Kirche der Jungfrau Maria Mutter Gottes

Hukovice (deutsch Haugsdorf) ist eine Grundsiedlungseinheit der Gemeinde Velká Kraš in Tschechien. Sie liegt vier Kilometer südwestlich von Vidnava und gehört zum Okres Jeseník.

## Geographie
Hukovice erstreckt sich unterhalb des Hügels Svoboda (353 m) beiderseits des Flüsschens Vidnavka (Weidenauer Wasser) am Rande des Reichensteiner Gebirges. Nördlich breitet sich das schlesische Tiefland mit dem Hügel Hrouda (Butterberg, 289 m) aus, im Südosten liegt der bewaldete Granitstock des Friedeberger Berglands (Žulovská pahorkatina), aus dem sich die Kuppen Jahodník (378 m) und Smolný vrch (404 m) erheben. Hukovice liegt an den Bahnstrecken von Lipová-lázně nach Javorník bzw. Velká Kraš – Vidnava, die sich in Hukovice gabeln. Südwestlich befindet sich die Wüstung Annín.
Nachbarorte sind Horní Heřmanice und Jasienica Górna im Norden, Zwanowice und Vidnava im Nordosten, Velká Kraš und Malá Kraš im Osten, Kobylá nad Vidnavkou im Süden, Bergov, Vlčice und Dolní Les im Südwesten, Buková im Westen sowie Bernartice im Nordwesten.

## Geschichte
Das Dorf wurde wahrscheinlich im Zuge der Kolonisation der Grenzwälder zur Zeit Ottokars I. Přemysl durch deutsche Siedler angelegt. Die erste urkundliche Erwähnung von Hugova Kraš erfolgte im Jahre 1291 als Besitz der Kastellanei Ottmachau und belegt die Existenz des aus 10 Hufen bestehenden Ortes seit 1266. Seit 1326 ist Hugova Kraš als ein Schulzensitz nachweisbar. Im 15. Jahrhundert veränderte sich der Ortsname in Hugova ves / Haugsdorf.
1580 bestand das Dorf aus 14 Bauern, von denen 6 zum Schulzen gehörten, sowie einem Erbgärtner und 9 weiteren Anwesen. Zu dieser Zeit existierte des Weiteren eine der Stadt Weidenau gehörige Schmiede und eine dem Schulzenhof unterstehende Mühle. Außerdem befand sich in Haugsdorf der Sitz des für das Revier Černá Voda zuständigen bischöflichen Revierförsters. Während des Dreißigjährigen Krieges wurde Haugsdorf im Jahre 1633 verwüstet. Bis 1665 lagen Teile des Dorfes wüst.
Durch die 1742 erfolgte Teilung Schlesiens wurde nördlich des Ortes die Grenze zu Preußisch Schlesien gezogen, Haugsdorf blieb beim österreichischen Teil. 1806 lebten in den 32 Häusern des Dorfes 205 Menschen.
Nach der Aufhebung der Patrimonialherrschaften bildete Haugsdorf ab 1850 eine eigene Gemeinde und ab 1869 einen Ortsteil der Gemeinde Großgrosse im Bezirk Freiwaldau. Südöstlich des Dorfes wurde in zahlreichen Steinbrüchen Friedeberger Granit abgebaut. 1890 bestand Haugsdorf aus 38 Häusern und hatte 258 deutschsprachige Einwohner. Im Ort bestand die Spiritusbrennerei und Likörfabrik, eine Mühle, die 1872 gegründete Molkerei und eine Säge. 44,6 ha des Bodens gehörten den Besitzern der Erbvogtei Haugsdorf, Familie Michler.
Mit dem Bau der Bahn von Niederlindewiese nach Barzdorf erhielt Haugsdorf 1896 einen Eisenbahnanschluss und Bahnhof. 1897 wurde die davon abzweigende Lokalbahnstrecke Haugsdorf – Weidenau eingeweiht, die 1912 durch die Neisser Kreisbahn AG ins Deutsche Reich bis Neisse fortgeführt wurde. Im Jahre 1900 bestand Haugsdorf aus 41 Häusern und hatte 260 Einwohner. Nach dem Münchner Abkommen wurde Haugsdorf dem Deutschen Reich zugeschlagen und gehörte von 1939 bis 1945 zum Landkreis Freiwaldau. Nach dem Zweiten Weltkrieg erfolgte die Vertreibung der deutschen Bewohner und der Ort erhielt den Namen Hukovice. 1948 erfolgte die Stilllegung der Molkerei.
Mit Beginn des Jahres 1961 kam Hukovice zum Okres Šumperk und wurde 1976 zusammen mit Velká Kraš nach Vidnava eingemeindet, wobei er seinen Status als Ortsteil verlor. Der Bahnhof Hukovice wurde 1978 in „Velká Kraš“ umbenannt. Seit 1990 gehört Hukovice wieder zur Gemeinde Velká Kraš und seit Beginn des Jahres 1996 kam der Ort zum Okres Jeseník.

## Sehenswürdigkeiten
- Kirche der Jungfrau Maria Mutter Gottes, der 1770 als Kapelle errichtete Bau wurde 1804 zur klassizistischen Kirche erweitert und 1997 renoviert
- Naturdenkmal Venušiny misky (Venusschüsseln) am Smolný vrch

## Ortsgliederung
Hukovice bildet einen Katastralbezirk.